# Salsa (musik)
 For alternative betydninger, se Salsa. (Se også artikler, som begynder med Salsa)
Salsa er en musikgenre i 4/4-takt. Navnet kommer af det spanske ord for sovs og var tidligere en fællesbetegnelse for mange forskellige latinamerikanske musikgenrer. Navnet salsa blev opfundet i USA i slutningen af 1970'erne som en ny etikette i forbindelse med relanceringen af de mange forskellige latinamerikanske musikgenrer, i stedet for den tidligere betegnelse "latin jazz" tilbage fra 1930'erne og 1940'erne og som op gennem 1970'erne havde mistet sin gennemslagskraft og bevågenhed.
Der er bred enighed om, at betegnelsen oprindeligt stammer fra musikmiljøet i New York, men den anvendes også i dag i de dele af Latinamerika, hvor de forskellige latinamerikanske musikgenrer har sin oprindelse eller dyrkes i væsentlig grad, med Cuba, Colombia og Puerto Rico som de vigtigste lande. Dog er betegnelsen i dag helt specifik og refererer kun til en bestemt hovedgenre. Bemærk dog at der findes forskellige nyere undergenrer, hvor den vigtigste er den cubanske Timbasalsa.
Musikken lyder forskelligt afhængigt af, hvor i verden den komponeres og produceres. Den amerikanskproducerede er ofte mere jazz inspireret, med ofte tydelige rytmer fra xylofon og/eller fløjte. Xylofonen høres ikke i den cubanske salsamusik, der til gengæld meget ofte har flere rytmesektioner, som giver et mere fyldigt, tæt og komplekst rytmemønster. Puerto Rico og Colombia er også betydelige salsaproducerende lande, hvor især Colombias salsa ofte er hurtigere end gennemsnittet, inspireret at genren Boogaloo.
Salsamusik har normalt otte taktslag nummereret 1,2,3,4,5,6,7 og 8. I megen salsamusik findes den såkaldte claves-rytme. Denne markeres på følgende taktslag, hvor 6½ ligger midt imellem taktslag 6 og 7: 2,3,5,6½,8. Denne claves-rytme benævnes 2-3-clave. Der findes også en 3-2-clave og mange flere i f.eks. cubansk Rumba.
Salsas vigtigste og grundlæggende fundament er den cubanske musikgenre Son.